# Cantón de Estissac
El cantón de Estissac era una división administrativa francesa, que estaba situada en el departamento de Aube y la región de Champaña-Ardenas.

## Composición
El cantón estaba formado por diez comunas:
- Bercenay-en-Othe
- Bucey-en-Othe
- Chennegy
- Estissac
- Fontvannes
- Messon
- Neuville-sur-Vanne
- Prugny
- Vauchassis
- Villemaur-sur-Vanne

## Supresión del cantón de Estissac
En aplicación del Decreto nº 2014-216 de 21 de febrero de 2014, el cantón de Estissac fue suprimido el 22 de marzo de 2015 y sus 10 comunas pasaron a formar parte del nuevo cantón de Aix-en-Othe.